# Konkoly János
Konkoly János (Budapest, 1940. január 3. – 2018. október 13.) többszörös magyar bajnok műugró, pedagógus.

## Pályafutása
A Budapesti Vasutas Sport Club (BVSC) színeiben sportolt. 20 évesen részt vett az 1960-as római olimpiai játékokon, ahol rajthoz állt mind a műugrás, mind pedig a toronyugrás versenyszámában. Az előzőben 24., míg utóbbiban a 19. helyen végzett. 1960 és 1970 között tizenegy bajnoki címet szerzett műugrásban, ötöt pedig toronyugrásban.
1973-ban, a Magyar Népköztársaság Minisztertanácsa – kiemelkedő sporteredményeik elismeréséül, aktív versenyzői pályafutásuk befejezése alkalmából – a Magyar Népköztársaság Sport Érdemérem bronz fokozatával tüntette ki. Visszavonulását követően testnevelő tanárként helyezkedett el, azonban a medencének sosem fordított hátat igazán. A későbbiekben a BVSC Örökös Magyar Bajnoka, többszörös masters Európa-bajnoki cím tulajdonosa és világbajnoki érmes helyezett lett.
A 2013-as magyar mű- és toronyugró-bajnokság keretében rendezett szeniorok viadalában 73 évesen, mint a mezőny legidősebb versenyzője vett részt.